# Coronación de la Virgen (Lorenzo Monaco)
La Coronación de la Virgen es una pintura al temple en un panel políptico del artista gótico tardío italiano Lorenzo Monaco, centrado en el tema de la Coronación de la Virgen.  Antiguamente en el monasterio camaldolés de Santa María degli Angeli, ahora se encuentra en la Galería Uffizi de Florencia. Está fechado en febrero de 1413 que, en el calendario florentino (que comenzaba en marzo), corresponde a 1414. 

## Historia
La pintura es mencionada a principios del siglo XV por Antonio Billi. 
A fines del siglo XVI, fue reemplazada en el altar que ocupaba por un gran lienzo de Alessandro Allori .  La coronación fue redescubierta en el siglo XIX, cuando se encontraba en la abadía camaldolense de San Pietro a Cerreto, en mal estado. En 1872 fue restaurada en su marco. En 1990, se descubrió que la parte pintada contenía el precioso y costoso uso del lapislázuli azul. 

## Descripción
El trabajo está realizado en un gran marco dorado y tallado, con tres cúspides cubiertas colocadas sobre ménsulas que sobresalen. Los tres arcos están decorados con motivos vegetales; sobre ellos hay tres paneles (cuyo marco superior se ha perdido), que contienen las pinturas, desde la izquierda, del Ángel de la Anunciación, el Cristo Bendito entre los Querubines y la Anunciación. Al lado hay dos pilares con columnas retorcidas en los bordes, con pinturas de profetas. En la parte inferior está la predela, con seis pequeñas pinturas de los Episodios de las Vidas de San Benito y San Bernardo de Claraval. 
La pintura central dentro de las tres arcadas muestra la Coronación de la Virgen en el Paraíso (identificado por los cinturones con estrellas azules), con dos filas de santos a los lados y una gran cantidad de ángeles detrás del trono de Jesús y la Virgen. 
La composición está abarrotada de personas pero, como otras pinturas giottoescas, carece de perspectiva. El fondo dorado es típico del estilo de Lorenzo. 